# Palazzo Loria-Giunta
Il palazzo costruito nel XVIII secolo è ubicato all'interno del centro storico di Caltanissetta al termine di via Madia perpendicolarmente alla intersezione con via San Calogero. Esso, dirimpettaio al coevo palazzo Tumminelli-Paternò, si trova a qualche decina di metri dalla chiesa di Sant'Antonio alla Saccara, nel rione di Santa Venera al confine con il rione Cozzarello più comunemente conosciuto come quartiere della Saccara.

## Descrizione
Il palazzetto, poco conserva la sua originale architettura del XVIII secolo, si caratterizza per la presenza di un balcone-ballatoio ad angolo con mensole zoomorfe in pietra arenaria ispirate a quelle di palazzo Moncada poco distante.
L'edificio è ad una sola elevazione.